# Integrationskurs
Der Integrationskurs unterstützt nach der Legaldefinition in § 43 Abs. 2 AufenthG die Eingliederungsbemühungen von Ausländern durch ein Grundangebot zur Integration mit dem Ziel, ihnen die Sprache, die Rechtsordnung, die Kultur und die Geschichte in Deutschland erfolgreich zu vermitteln. Ausländer sollen dadurch mit den Lebensverhältnissen im Bundesgebiet so weit vertraut werden, dass sie ohne die Hilfe oder Vermittlung Dritter in allen Angelegenheiten des täglichen Lebens selbständig handeln können.
Die Integrationskurse wurden im Jahr 2005 im Rahmen des Zuwanderungsgesetzes eingeführt. Die Durchführung bestimmt sich nach der Verordnung über die Durchführung von Integrationskursen für Ausländer und Spätaussiedler (Integrationskursverordnung – IntV).

## Teilnahme
Der Gesetzgeber unterscheidet zwischen der Berechtigung (§ 44 AufenthG) und der Verpflichtung (§ 44a AufenthG) zur Teilnahme.

### Teilnahmeberechtigte
Voraussetzung für die Teilnahme ist ein dauerhafter Aufenthalt im Bundesgebiet und eine Aufenthaltserlaubnis.
Bislang hatten Asylbewerber sowie Geduldete deshalb keinen Zugang zu einem Integrationskurs nach §§ 43 ff. AufenthG. Dies wurde durch Art. 3 Nr. 6 des Asylverfahrensbeschleunigungsgesetzes vom 20. Oktober 2015 in § 44 Abs. 4 Satz 2 AufenthG n.F. zugunsten von Personen mit einer Aufenthaltsgestattung geändert (§ 5 Abs. 2 Satz 2 IntV), um einen frühzeitigen Spracherwerb zu ermöglichen. Ihre Anmeldung ist jedoch auf drei Monate nach Erhalt der Zulassung befristet und richtet sich nach der Kapazität freier Kursplätze. Von der Teilnahme ausgeschlossen sind weiterhin Asylbewerber, die aus einem sicheren Herkunftsland im Sinne des § 29a Asylgesetz stammen (§ 44 Abs. 4 Satz 3 AufenthG).
EU-Bürger haben keinen gesetzlichen Anspruch auf Teilnahme an einem Integrationskurs, können aber vom BAMF zum Integrationskurs zugelassen werden, wenn Kursplätze verfügbar sind (§ 44 Abs. 3 Satz 1 AufenthG).
Im Jahr 2021 verzeichnete der Integrationskurs 104.000 Teilnehmende. Die Teilnehmendenzahl stieg 2022 auf 340.000 Teilnehmende.

### Teilnahmeverpflichtung

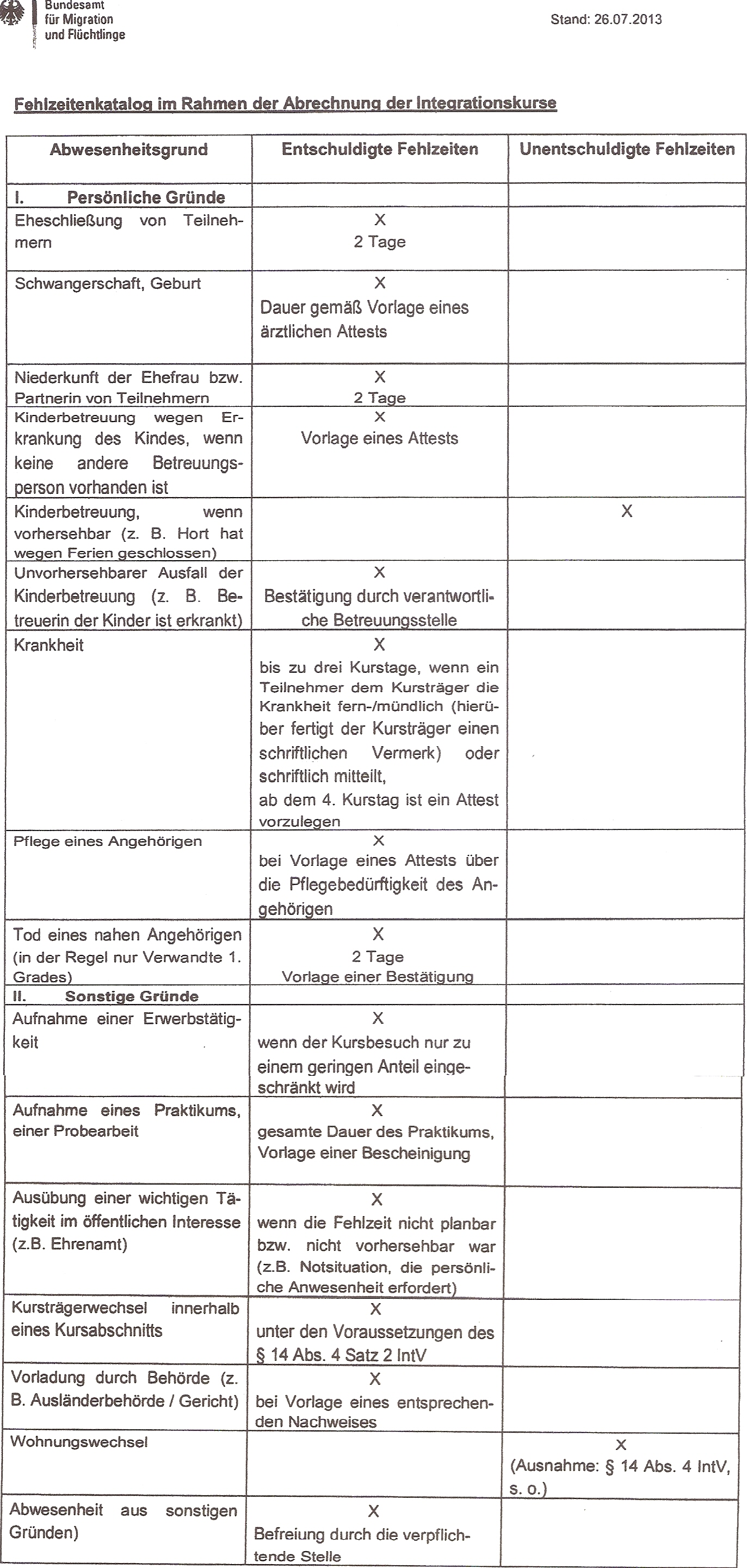
BAMF: Fehlzeitenkatalog nach Abwesenheitsgrund und entschuldigtem/unentschuldigtem Fernbleiben, Stand: 26. Juli 2013

Die Ausländerbehörde kann Personen zur Teilnahme an einem Integrationskurs verpflichten, wenn sie keine ausreichenden deutschen Sprachkenntnisse haben und wenn sie Arbeitslosengeld bekommen oder aus einem anderen Grund besonders integriert werden sollen. Zum Beispiel, weil sie für ein minderjähriges Kind sorgen müssen, das in Deutschland lebt. Die ordnungsgemäße Teilnahme wird durch den Kursträger besonders überprüft (§ 8 Abs. 3 IntV) und ist gegebenenfalls mit Mitteln des Verwaltungszwangs durchsetzbar (§ 44a Abs. 3 AufenthG).

### Rechtsfolgen
Bei Nachweis der erfolgreichen Teilnahme am Integrationskurs wird die Mindestfrist für eine Einbürgerung von acht auf sieben Jahre verkürzt (§ 10 Abs. 3 StAG). Der erfolgreiche Abschluss dient außerdem zum Nachweis über ausreichende Kenntnisse der deutschen Sprache vor Erteilung einer Niederlassungserlaubnis (§ 9 Abs. 2 Satz 1 Nr. 7, Satz 2 AufenthG) oder einer Erlaubnis zum Daueraufenthalt-EU (§ 9a Abs. 2 Satz 1 Nr. 3, Satz 2 AufenthG) und wird bei der Verlängerung einer Aufenthaltserlaubnis berücksichtigt (§ 8 Abs. 3 AufenthG).
Ist die Teilnahme am Integrationskurs in einer Eingliederungsvereinbarung nach dem Zweiten Buch Sozialgesetzbuch vorgesehen, kann ein Verstoß gegen die Teilnahmeverpflichtung außerdem nach § 31 Abs. 1 Nr. 1 SGB II als Pflichtverletzung mit einer Leistungskürzung sanktioniert werden (sog. Integrationsverweigerung).

## Der Integrationskurs
Ein Integrationskurs besteht aus zwei Teilen: einem Sprachkurs und einem Orientierungskurs. Der Unterricht findet in der Regel ganztägig in Gruppen mit Teilnehmern unterschiedlicher Muttersprachen statt. Die erfolgreiche Teilnahme am Integrationskurs wird mit dem „Zertifikat Integrationskurs“ bescheinigt. Einige Bildungseinrichtungen bieten zudem sogenannte Ankommenskurse.

### Sprachkurs

#### Dauer und Struktur

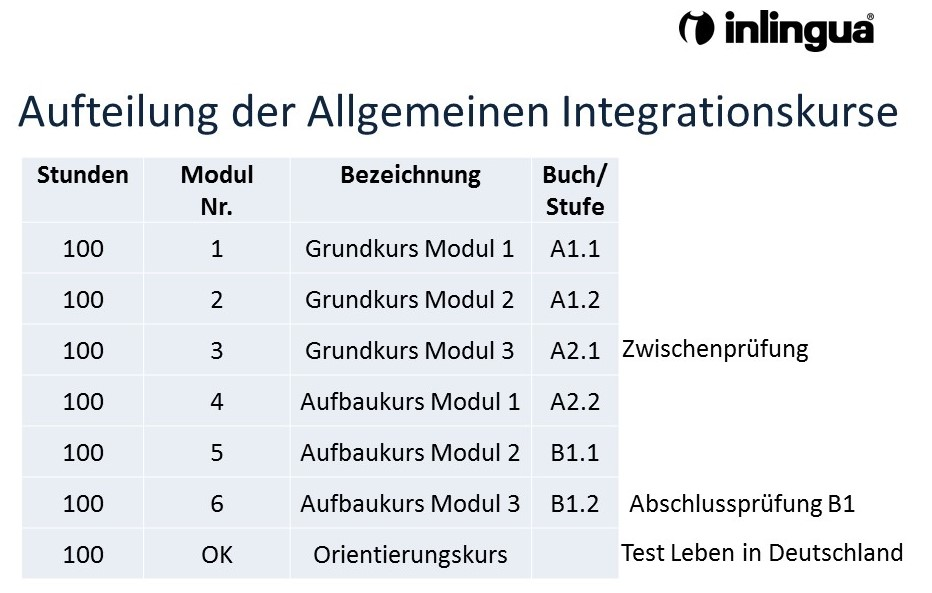
Aufteilung der Allgemeinen Integrationskurse ab 1. Oktober 2016

Der Sprachkurs umfasst in der Regel 600 Unterrichtsstunden, die sich auf einen Basis- und einen Aufbausprachkurs verteilen. Ziel sind ausreichende Sprachkenntnisse, um die Integration von Migranten im Sinne von gesellschaftlicher Teilhabe und Chancengleichheit zu gewährleisten.
„Über ausreichende Kenntnisse der deutschen Sprache […] verfügt, wer sich im täglichen Leben in seiner Umgebung selbständig sprachlich zurechtfinden und entsprechend seinem Alter und Bildungsstand ein Gespräch führen und sich schriftlich ausdrücken kann (Niveau B1 des Gemeinsamen Europäischen Referenzrahmens für Sprachen)“, § 3 Abs. 2 IntV.
Bei Bedarf können besondere Kurse angeboten werden, die sich an unterschiedliche Zielgruppen richten.
Bis zu 900 Unterrichtsstunden im Sprachkurs umfassen der
- Integrationskurs für nicht mehr schulpflichtige junge Erwachsene unter 27 Jahren (Jugendintegrationskurs)
- Integrationskurs für Teilnahmeberechtigte, die aus familiären oder kulturellen Gründen keinen allgemeinen Integrationskurs besuchen können (Eltern- beziehungsweise Frauenintegrationskurs)
- Integrationskurs mit Alphabetisierung
- Förderkurs bei besonderem sprachpädagogischen Förderbedarf

Im Intensivkurs umfasst der Sprachkurs lediglich 400 Unterrichtsstunden.
Zur Ermittlung des individuellen, gegebenenfalls auch besonderen Bedarfs absolvieren die Teilnehmer vor Beginn des Sprachkurses einen Test zur Einstufung ihres Sprachniveaus (Einstufungstest). Der Sprachkurs wird durch den Deutsch-Test für Zuwanderer (DTZ) abgeschlossen.

#### Inhalt
Grundlegend definiert das Rahmencurriculum für Integrationskurse/Deutsch als Zweitsprache die Lernziele und -inhalte des Sprachkurses. Es stellt den Rahmen für die Konzeption verschiedener Kursmodelle und deren Ausgestaltung dar. Auch die Prüfungsziele des DTZ orientieren sich am Rahmencurriculum.

##### Entwicklung des Rahmencurriculums
Im Zusammenhang mit dem Inkrafttreten des Zuwanderungsgesetzes am 1. Januar 2005 in Deutschland beauftragte das Bundesamt für Migration und Flüchtlinge (BAMF) im Herbst 2006 das Goethe-Institut mit der Entwicklung eines Rahmencurriculums für die Integrationskurse. Seit der Veröffentlichung 2007 besteht diese curriculare Grundlage für Integrationskurse.
Die Projektgruppe des Goethe-Instituts zog zur Erstellung des Rahmencurriculums Befragungen von Kursteilnehmenden und -lehrenden sowie bereits existierende Studien und Arbeiten anderer Institutionen (Institut für Migrationsforschung und Interkulturelle Studien, Deutscher Volkshochschulverband) und des Goethe-Instituts selbst („Curriculum zur Gestaltung eines sechsmonatigen Sprachlehrgangs für Aussiedler“, 1991) heran. Zudem beauftragte wiederum das Goethe-Institut Wissenschaftler der Ludwig-Maximilians-Universität München mit der „Recherche und Dokumentation hinsichtlich der Sprachbedarfe von Teilnehmern an Integrationskurse durch Befragung von Institutionen, Kursträgern und Kursteilnehmern (InDaZ)“.
Auch flossen wissenschaftliche Erkenntnisse zum Erwerb des Deutschen als Zweitsprache, das Wissen um die unterschiedlichen Hintergründe (beispielsweise Aufenthaltsdauer, Bildungssozialisation und Weiteres), die Bedeutung der Migrationserfahrung und Lebensumstände der an Integrationskursen in Deutschland Teilnehmenden in die Formulierung des Rahmencurriculums ein.
Hinsichtlich der angestrebten Handlungsfähigkeit von Migranten sollten somit grundsätzliche Themen und spezifische Bereiche, in welchen sie sprachlich handeln wollen bzw. müssen, ermittelt werden.

##### Lernziele
Im Rahmencurriculum werden grundlegend zwei Arten von Lernzielen unterschieden: die Kommunikation nach Handlungsfeldern und die Handlungsfelder übergreifende Kommunikation.
Die Formulierung erfolgt mittels Kann-Beschreibungen (Beispiel: „Kann mit ganz einfachen Mitteln über sich und seine/ihre Situation im Herkunftsland sprechen, zum Beispiel über die Familie, den erlernten Beruf.“). Einzelne oder mehrere Lernziele werden unter sogenannten sprachlichen Handlungen wie Auskunft geben, nachfragen, berichten und Ähnlichem gruppiert sowie durch die entsprechende Fertigkeit (Schreiben, Lesen, Hören, Sprechen, Gespräch) und Niveaustufe (A1 bis B1) gemäß dem Gemeinsamen Europäischen Referenzrahmen (GER) näher bestimmt.

###### Kommunikation in Handlungsfeldern
Es werden 12 Handlungsfelder unterschieden:
- Ämter und Behörden
- Arbeit
- Arbeitssuche
- Aus- und Weiterbildung
- Banken und Versicherungen
- Betreuung und Ausbildung der Kinder
- Einkaufen
- Gesundheit
- Mediennutzung
- Mobilität (Nutzung von öffentlichen Verkehrsmitteln usw.)
- Unterricht
- Wohnen[12]

Die Handlungsfelder sind überwiegend in vier Unterbereiche gegliedert:
- sich einen Überblick verschaffen
- mit offiziellen Stellen/Einrichtungen kommunizieren
- mit Vorgesetzten/Mitarbeitern von Ämtern und Behörden kommunizieren
- mit Gleichgestellten, z. B. Kollegen, Mitreisenden oder Nachbarn, kommunizieren[13]

Die Präzisierung der Lernziele erfolgt durch die Nennung der vorrangigen Aktivität (Fertigkeit), des entsprechenden Niveaus, sowie der Markierung der Zielgruppe beziehungsweise -Gruppen (A, B und C), für die das Lernziel relevant ist. Es werden drei Arten von Zielgruppen unterschieden:
- Gruppe A weist gute Lernvoraussetzungen und konkrete Bildungs- und Berufswünsche auf. Sie ist durchschnittlich jünger als die anderen Gruppen und kürzer in Deutschland wohnhaft.
- Gruppe B fokussiert Familie und Kinder/Schule. Sie verfügen über ein geringeres Bildungs- beziehungsweise Qualifikationsniveau als A.
- Gruppe C weist ein niedrigeres Bildungs- beziehungsweise Qualifikationsniveau als Gruppe A auf. Sie ist die durchschnittlich älteste Gruppe mit der längsten Aufenthaltsdauer in Deutschland. Die Gruppe fokussiert die Arbeitswelt.

Gegebenenfalls wird zudem aufgeführt, dass spezifisches landeskundliches Wissen (Beispiel: „Weiß, dass Regelungen in Ämtern verbindlich sind, z. B. Öffnungszeiten.“) für die Umsetzung des Lernziels von Bedeutung ist.

###### Handlungsfelder übergreifende Kommunikation
Die Handlungsfelder übergreifende Kommunikation umfasst grundlegende Kommunikationsbedürfnisse von Menschen im Allgemeinen:
- Realisierung von Gefühlen, Haltungen und Meinungen
- Umgang mit Dissens und Konflikten
- Gestaltung sozialer Kontakte

und in die speziellen Bedürfnissen von Migranten:
- Umgang mit dem eigenen Sprachenlernen
- Umgang mit der Migrationssituation[12]

In die Beschreibung wird neben der Sprachhandlung, der vorrangigen Aktivität (Fertigkeit) und dem Niveau zudem die Intention der Sprechenden (Beispiel: „Möchte sich über die Gründe und Ziele der Migration austauschen“) aufgenommen.
Diese Kommunikationsbereiche sind weiter untergliedert. So besteht der Bereich „Umgang mit der Migrationssituation“ beispielsweise aus den Teilbereichen:
- über Migrationserfahrung berichten
- Umgang mit der interkulturellen Begegnung
- eigene Kompetenzen darstellen
- Umgang mit Wissensdivergenz und Kompetenzlücken
- Umgang mit der individuellen Sprachigkeit[14]

###### Außersprachliche Lernziele
Um am gesellschaftlichen Leben teilhaben zu können, setzten die Autoren des Rahmencurriculum ein Zusammenspiel sprachlicher, interkultureller und strategischer Fähigkeiten voraus. Daher werden vor der Benennung der Lernziele auf sprachlicher Ebene auch Aspekte interkultureller Kompetenz (Beispiel: „Ist sensibilisiert für kulturell unterschiedliche Kommunikationsgepflogenheiten auf Ämtern und Behörden und kann das eigene Handeln danach ausrichten.“) und landeskundlichen Wissens im „Fokus Interkulturalität“ und im „Fokus Landeskunde“ aufgeführt.
Strategische Kompetenzen zeigen sich im Umgang mit Wissensdefiziten, Kompetenzlücken und/oder dem Einsatz von Lerntechniken. Diese werden teilweise in den übergreifenden Kommunikationsbereichen „Umgang mit der Migrationssituation“ (Beispiel: „Umgang mit Wissensdivergenz und Kompetenzlücken“) und „Umgang mit dem eigenen Sprachenlernen“ (Beispiel: „Lesekompetenz auf- und ausbauen“) angebracht.

##### Praktische Umsetzung
Für eine möglichst effektive Nutzung gilt es seitens der Adressatengruppe (vorrangig Prüfungsentwickler, Lehrbuchautoren und Kursplaner) Folgendes zu beachten:
- aus den genannten maximal möglichen Lernzielen müssen die Adressaten eine auf die jeweilige Zielgruppe ausgerichtete Auswahl an spezifischen Lernzielen und -inhalten treffen
- Prüfungen dürfen keine die Beschreibungen übersteigenden Kompetenzen verlangen
- lexikalische und morpho-syntaktische Lerninhalte lassen sich aus den Lernzielen ableiten, sollten jedoch nicht hauptsächlich die Sprachkurse bestimmen
- die Progression im Sprachkurs sollte an Handlungsketten innerhalb der Handlungsfelder orientiert sein.[17]

Lehrkräften in Integrationskursen dient das Rahmencurriculum zur Reflexion über das verwendete Unterrichtsmaterial und zur Nachvollziehbarkeit konkreter Kurspläne. Besonders die Formulierungen zu den außersprachlichen Lernzielen (Interkulturelle und strategische Kompetenz, landeskundliches Wissen) lassen eine Überprüfung dieser Ziele im Kurs zu. Das Rahmencurriculum sollte jedoch nicht als Lehrplan begriffen werden.

##### Interkulturelle Aspekte im Rahmencurriculum
(Inter)Kulturelle Aspekte werden in den Kommunikationsbereichen „Umgang mit der Migrationssituation“ (besonders im Unterpunkt „Umgang mit der interkulturellen Begegnung“) und „Realisierung von Gefühlen, Haltungen und Meinungen“ sowie im „Fokus Interkulturalität“ beziehungsweise durch das Lernziel „Interkulturelle Kompetenz“ im Rahmencurriculum expliziert. Die Autoren des Rahmencurriculums für Standardintegrationskurse benennen die Relevanz kultureller beziehungsweise interkultureller Aspekte für die Lernenden. Allerdings wird diesen Überlegungen kein definierter Kulturbegriff zugrunde gelegt.
In der Bedarfsanalyse (InDaZ) werden unter dem Punkt „Aspekte der Interkulturalität“ Antworten von Befragten aufgeführt, die verdeutlichen, dass interkulturelle Aspekte im Kurs und besonders in der Abschlussprüfung von Bedeutung sind. Es scheint ein relativ enger Begriff von Kultur angenommen zu werden. Im Kapitel „Herkunftssprache und -kultur“ finden sich hauptsächlich Daten zur Heterogenität hinsichtlich der Herkunftsländer der Kursteilnehmer. Auch in Hinblick auf den DTZ wird nicht beschrieben oder diskutiert, inwiefern sich Interkulturelle Kompetenz operationalisieren ließe.

#### Qualifikation für die Lehrtätigkeit im Sprachkurs
Ein Hochschulabschluss in den Fächern Deutsch als Fremd- oder Zweitsprache ermöglicht eine direkte Zulassung zur Lehrtätigkeit (§ 15 Absatz 1 IntV).
Weitere, alternative Möglichkeiten einer Qualifizierung (§15 Absatz 2 IntV) werden durch das BAMF vorgegeben. Die Zusatzqualifizierung für Lehrkräfte beinhaltet seit dem 1. Januar 2020 fünf Pflichtmodule und zwei Wahlpflichtmodule. Andere Personen können sich durch einen Lehrgang zum Erwerb eines einschlägig anerkannten DaF/DaZ-(Hochschul-)Zertifikates oder durch ein DaF/DaZ-Qualifizierungsprogramm bestimmter anderer Bildungsträger qualifizieren.

### Orientierungskurs
Der 100-stündige Orientierungskurs schließt sich an den jeweiligen Sprachkurs an. Es werden den Kursteilnehmern Kenntnisse der deutschen Geschichte, Gesellschaft und Kultur vermittelt, um ihnen den alltäglichen Umgang mit Mitbürgern und Behörden zu erleichtern. Der Orientierungskurs schließt mit dem Test „Leben in Deutschland“ ab.
Der Orientierungskurs umfasste ursprünglich nur 45 Unterrichtsstunden. Er wurde 2012 auf 60 Stunden und 2016 auf 100 Stunden erhöht, um eine vertiefte Auseinandersetzung mit den Themenbereichen „Politik in der Demokratie“, „Geschichte und Verantwortung“ sowie „Mensch und Gesellschaft“ zu ermöglichen.
Das Curriculum für den Orientierungskurs wird vom BAMF entwickelt.

## Evaluation
Seit 1. Januar 2006 werden die Lehrpläne, Lehr- und Lernmittel sowie die Inhalte der Tests durch eine Bewertungskommission zur Qualitätskontrolle und Fortentwicklung des Konzepts der Integrationskurse evaluiert (§ 21 IntV).
Das Bundesamt hat im Jahr 2011 eine erste ausführliche Evaluation der Integrationskurse als Forschungsbericht 11 vorgelegt und die Integrationskurse als „wirksam und nachhaltig“ auszuweisen versucht.
In einer ausführlichen Analyse dieser Evaluation hat Günter Riecke in seiner Studienarbeit dieser Einschätzung entschieden widersprochen; die Arbeit kommt zu dem Schluss: Die relative Erfolglosigkeit der Kurse angesichts einen Bestehensqote von nur 53 % bis zum Jahr 2012 sei der mangelnden finanziellen Ausstattung der Träger geschuldet. Es handele sich bei dieser Evaluation um eine „Eye-wash-evaluation“, die ohne Beteiligung einschlägig qualifizierter Autoren verfasst worden sei. Es fänden sich in der Studie selbst zahlreiche Hinweise, dass der Lerneffekt bis zum Jahr 2012 eher schwach gewesen sei.
Die Statistik des Bundesamtes für Migration weist für das erste Halbjahr 2012 eine Erfolgsquote von ca. 57 Prozent für das höchstmögliche Zertifikat Deutsch (Kompetenzniveau B1) aus, das laut Goethe-Institut Grundkenntnisse in der deutschen Umgangssprache nachweist und als Mindestvoraussetzung für eine Berufstätigkeit in der Bundesrepublik Deutschland anzusehen ist. Weitere 35 Prozent der Testteilnehmer erreichten das darunter liegende Sprachniveau A2. Diese Quote wurde auch 2016 bis 2018 erreicht, wo 66,9 bzw. 52,0 Prozent der Teilnehmer das Niveau B1 und 25,5 bzw. 32,9 Prozent das Niveau A2 erreichten.

## Finanzierung
Die einen Integrationskurs durchführende Einrichtung (Kursträger) erhält dafür vom Bundesamt für Migration und Flüchtlinge (BAMF) eine bestimmte Kostenerstattung (§ 20 Abs. 6 IntV). Die Teilnehmer mussten sich mit 50 % des geltenden Kostenerstattungssatzes an den Kurskosten beteiligen (§ 9 IntV). Dieser liegt seit 1. August 2022 bei 2,29 € pro Unterrichtsstunde. Auf Antrag werden hilfebedürftige Teilnehmer von dem Kostenbeitrag befreit. Erfolgreichen Teilnehmern können 50 % ihres Kostenbeitrags erstattet werden. 
Die Wirtschaftlichkeit ist für die Kursträger wie Sprachschulen und andere Bildungseinrichtungen beim Gruppenunterricht erst gegeben, wenn 20 Teilnehmer eingeschrieben sind. Die Höchstteilnehmerzahl beträgt 25. Das Honorar für Lehrkräfte in Integrationskursen beträgt für freie Mitarbeiter mindestens 35 Euro.
Die Teilnahme und Kosten werden für bestimmte Gruppen durch das Aufenthaltsgesetz unterschiedlich geregelt. Es wird unterschieden zwischen Ausländern mit Aufenthaltstitel vor oder ab 2005, deutschen Staatsangehörigen, EU-Bürgern und Spätaussiedlern.
Zwischen 2005 und 2013 hat der Bund über 1,4 Milliarden Euro für das System der Integrationskurse ausgegeben. Im Bundeshaltsplan 2017 waren 610,077 Millionen Euro für die Durchführung von Integrationskursen nach IntV vorgesehen.

## Weitere Entwicklungen, Erweiterungspläne
Das Ausländerbeschäftigungsförderungsgesetz (als Teil des „Migrationspakets“ vom Juni 2019) wurde Ausländern der Zugang zu Integrationskursen erleichtert. Darüber hinaus spricht sich der Koalitionsvertrag für die 20. Legislaturperiode für Integrationskurse für alle nach Deutschland kommenden Menschen von Anfang an aus.
Das von Anfang 2022 bis Ende 2023 erleichtert das Bundesprogramm „Integrationskurs mit Kind“ Eltern die Teilnahme an Integrationskursen, indem es während der Kurse eine Kinderbeaufsichtigung fördert. In den Jahren 2024 bis 2026 wird die integrationskursbegleitende Kinderbeaufsichtigung in einem neuen ESF-Plus-Programm „Integrationskurs mit Kind Plus: Perspektive durch Qualifizierung“ gefördert.